# Blatenský vrch
Blatenský vrch (niem. Plattenberg, 1043 m n.p.m.) – szczyt w Rudawach, w północno-zachodnich Czechach, położony ok. 2,5 km na północny wschód od miasta Horní Blatná. Na wierzchołku znajduje się wieża widokowa i przekaźnik telewizyjny.